# Indianapolis Colts 1985
La stagione 1985 degli Indianapolis Colts è stata la 32ª della franchigia nella National Football League, la seconda con sede a Indianapolis. Nell'unica stagione completa dell'allenatore Rod Dowhower, i Colts conclusero con un record di 5 vittorie e 11 sconfitte, chiudendo al quarto posto dell'AFC East, mancando i playoff per l'ottavo anno consecutivo. 

## Roster
| Roster degli Indianapolis Colts nel 1985 |
| --- |
| Quarterback - 12 Matt Kofler - 18 Mike Pagel Running Back - 20 Albert Bentley - 44 Owen Gill - 43 Frank Middleton - 34 George Wonsley Wide Receiver - 85 Matt Bouza - 87 Wayne Capers - 80 Ricky Nichols - 86 Oliver Williams Tight End - 81 Pat Beach - 84 Mark Boyer - 83 Tim Sherwin Offensive Linemen - 61 Don Bailey C - 76 Karl Baldischwiler T - 67 Roger Caron T - 53 Ray Donaldson C - 75 Chris Hinton T - 64 Ben Utt G - 66 Ron Solt G Defensive Linemen - 62 George Achica DT - 68 Willie Broughton NT - 95 Chris Scott DE - 99 Donnell Thompson DE - 92 Brad White DT Linebacker - 57 Dave Ahrens - 50 Duane Bickett - 98 Johnie Cooks - 55 Barry Krauss MLB - 56 Orlando Lowry Defensive Back - 36 Don Anderson CB - 47 Leonard Coleman - 38 Eugene Daniel CB - 27 Preston Davis CB - 25 Nesby Glasgow CB/FS - 42 Keith Lee CB Special Team - 2 Raul Allegre K - 3 Rohn Stark P                                                                                             |
| Legenda - I rookie sono in corsivo. - Il primo ruolo è il principale mentre gli eventuali successivi indicano i ruoli secondari. - (IR) sta per Injured Reserve ed indica la lista ristretta per un solo giocatore infortunato che può tornare ad allenarsi dopo la settimana 6 e a rientrare in prima squadra dopo che questa ha giocato 8 partite. - (NF-Inj.) / (NF-Ill.) stanno rispettivamente per Non-Football Injured e Non-Football Illness ed indicano le liste dove viene inserito un giocatore che ha un infortunio o una malattia non dipendente dal football americano. - (PUP) sta per Physically Unable to Perform ed indica la lista dove viene inserito un giocatore mentre è in attesa di recuperare la condizione fisica. Nella stagione regolare dopo la sesta partita giocata dalla propria squadra, il giocatore ha tempo tre settimane per riprendere ad allenarsi, più tre settimane aggiuntive dal suo rientro agli allenamenti per rientrare in prima squadra. |

Fonte:

## Calendario
| Stagione regolare |                   |                         |           |        |                      |          |
| Turno             | Data              | Avversario              | Risultato | Record | Stadio               | Pubblico |
| 1                 | 8 settembre 1985  | at Pittsburgh Steelers  | S 3–45    | 0–1    | Three Rivers Stadium | 57,279   |
| 2                 | 15 settembre 1985 | at Miami Dolphins       | S 13–30   | 0–2    | Miami Orange Bowl    | 53,693   |
| 3                 | 22 settembre 1985 | Detroit Lions           | V 14–6    | 1–2    | Hoosier Dome         | 60,042   |
| 4                 | 29 settembre 1985 | at New York Jets        | S 20–25   | 1–3    | The Meadowlands      | 61,987   |
| 5                 | 6 ottobre 1985    | Buffalo Bills           | V 49–17   | 2–3    | Hoosier Dome         | 60,003   |
| 6                 | 13 ottobre 1985   | Denver Broncos          | S 10–15   | 2–4    | Hoosier Dome         | 60,128   |
| 7                 | 20 ottobre 1985   | at Buffalo Bills        | S 9–21    | 2–5    | Rich Stadium         | 28,430   |
| 8                 | 27 ottobre 1985   | Green Bay Packers       | V 37–10   | 3–5    | Hoosier Dome         | 59,708   |
| 9                 | 3 novembre 1985   | New York Jets           | S 17–35   | 3–6    | Hoosier Dome         | 59,683   |
| 10                | 10 novembre 1985  | at New England Patriots | S 15–34   | 3–7    | Sullivan Stadium     | 59,708   |
| 11                | 17 novembre 1985  | Miami Dolphins          | S 20–34   | 3–8    | Hoosier Dome         | 59,666   |
| 12                | 24 novembre 1985  | at Kansas City Chiefs   | S 7–20    | 3–9    | Arrowhead Stadium    | 21,762   |
| 13                | 1º dicembre 1985  | New England Patriots    | S 31–38   | 3–10   | Hoosier Dome         | 56,740   |
| 14                | 8 dicembre 1985   | at Chicago Bears        | S 10–17   | 3–11   | Soldier Field        | 59,997   |
| 15                | 15 dicembre 1985  | at Tampa Bay Buccaneers | V 31–23   | 4–11   | Tampa Stadium        | 25,577   |
| 16                | 22 dicembre 1985  | Houston Oilers          | V 34–16   | 5–11   | Hoosier Dome         | 55,818   |

## Classifiche
| AFC East                |    |    |   |      |      |      |     |     |     |
|                         | V  | S  | P | %    | CONF | DIV  | PF  | PS  | STR |
| Miami Dolphins(2)       | 12 | 4  | 0 | .750 | 6–2  | 9–3  | 428 | 320 | V7  |
| New York Jets(4)        | 11 | 5  | 0 | .688 | 6–2  | 9–3  | 393 | 264 | V1  |
| New England Patriots(5) | 11 | 5  | 0 | .688 | 6–2  | 8–4  | 362 | 290 | V1  |
| Indianapolis Colts      | 5  | 11 | 0 | .313 | 1–7  | 2–10 | 320 | 386 | V2  |
| Buffalo Bills           | 2  | 14 | 0 | .125 | 1–7  | 2–12 | 200 | 381 | S6  |

## Premi
- Duane Bickett:

rookie difensivo dell'anno